# سیارک ۲۱۹۲۸
سیارک ۲۱۹۲۸ (به انگلیسی: 21928 Prabakaran، نامگذاری:1999VX55) بیست و یک هزار و نهصد و بیست و هشتمین سیارک کشف شده‌است که در ۴ نوامبر ۱۹۹۹ کشف شد.
قدر مطلق سیارک برابر ۱۷.۰ است.